# 阿巴克爾 (加利福尼亞州)
阿巴克爾（英語：Arbuckle）是位於美國加利福尼亞州科盧薩縣的一個人口普查指定地區。

## 地理
阿巴克爾的座標為39°01′03″N 122°03′28″W / 39.01750°N 122.05778°W，而該地最高點為海拔高度43米（即141英尺）。

## 人口
根據2010年美國人口普查的數據，阿巴克爾的面積為4.56平方千米，當中陸地面積為4.56平方千米，而水域面積為0.00平方千米。當地共有人口3028人，而人口密度為每平方千米664人。